# Club Deportivo Tenerife

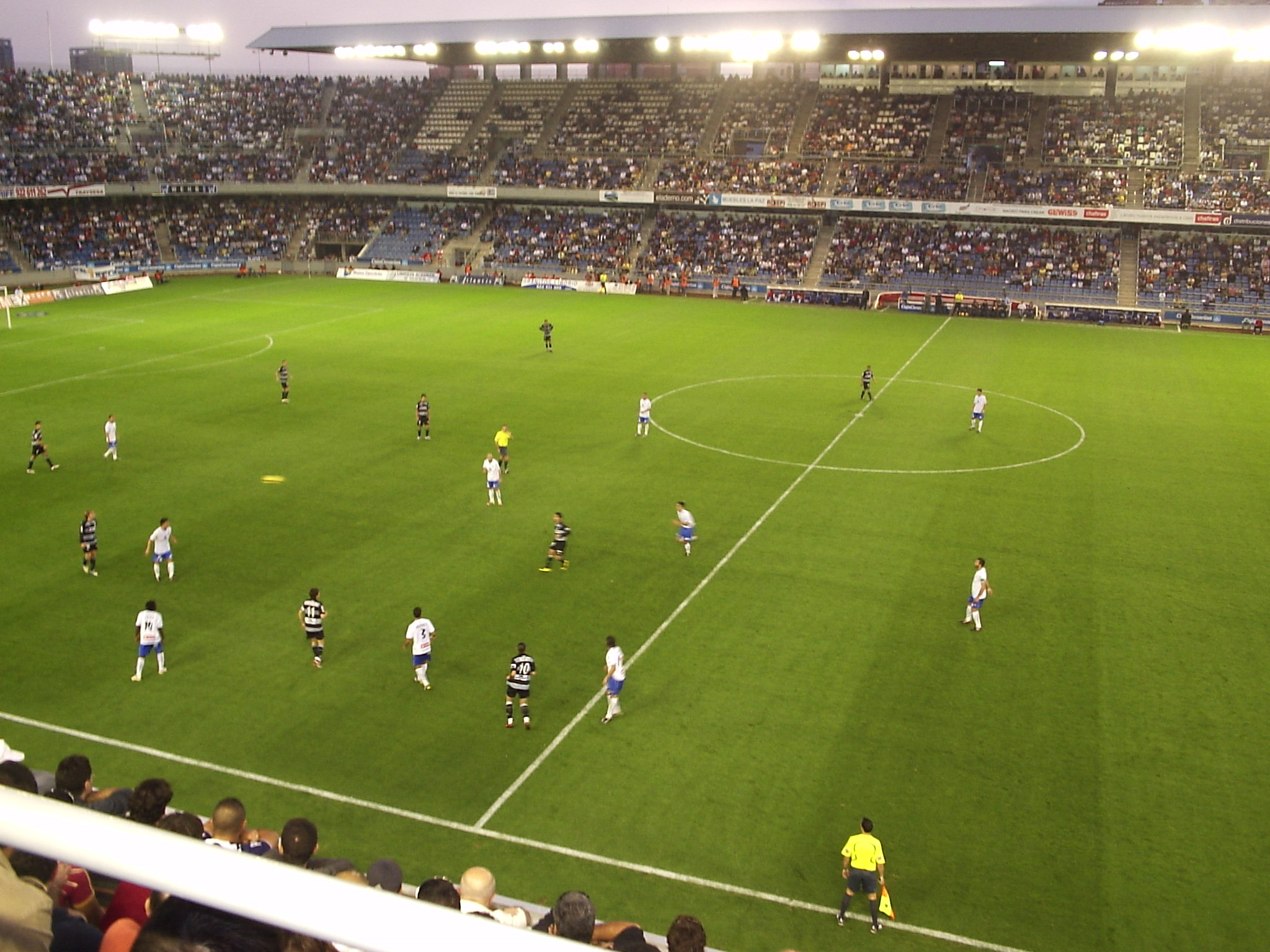
Partit entre el CD Tenerife i la Reial Societat, la temporada 2008-2009 a l'Estadi Heliodoro Rodríguez López.

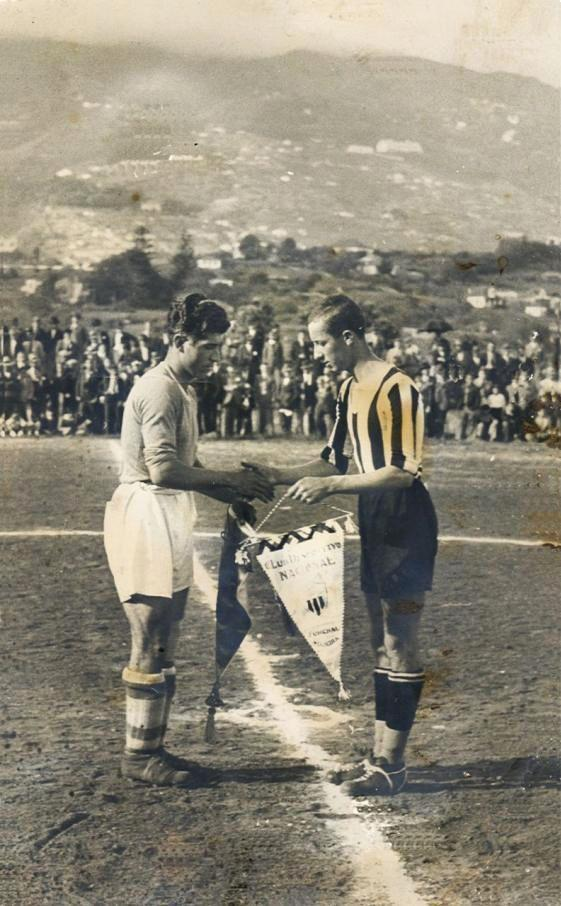
Partit entre CD Nacional Madeira i CD Tenerife l'any 1925.

El Club Esportiu Tenerife (de forma oficial i en castellà, Club Deportivo Tenerife) és un club de futbol canari de la ciutat de Santa Cruz de Tenerife a l'illa de Tenerife (Illes Canàries). L'equip, que actualment milita a la Segona divisió, ha jugat tretze temporades a Primera divisió.

## Jugadors

### Plantilla 2024-25
A 22 agost 2024.
| N. | Pos. | Nac. | Jugador                     |
| -- | ---- | --- | --------------------------- |
| 1  | POR  | [[Fitxer:Flag of Spain.svg\|23x15px\|border \|alt=Espanya\|link=Selecció de futbol d'Espanya\|{{#if:\|]]                                 | Salvi Carrasco              |
| 2  | DEF  | [[Fitxer:Flag of Spain.svg\|23x15px\|border \|alt=Espanya\|link=Selecció de futbol d'Espanya\|{{#if:\|]]                                 | David Rodríguez             |
| 3  | DEF  | [[Fitxer:Flag of Spain.svg\|23x15px\|border \|alt=Espanya\|link=Selecció de futbol d'Espanya\|{{#if:\|]]                                 | Fernando Medrano            |
| 4  | DEF  | [[Fitxer:Flag of Spain.svg\|23x15px\|border \|alt=Espanya\|link=Selecció de futbol d'Espanya\|{{#if:\|]]                                 | José León                   |
| 5  | DEF  | [[Fitxer:Flag of Spain.svg\|23x15px\|border \|alt=Espanya\|link=Selecció de futbol d'Espanya\|{{#if:\|]]                                 | Sergio González (3r capità) |
| 6  | DEF  | [[Fitxer:Flag of Spain.svg\|23x15px\|border \|alt=Espanya\|link=Selecció de futbol d'Espanya\|{{#if:\|]]                                 | José Amo                    |
| 7  | MIG  | [[Fitxer:Flag of Spain.svg\|23x15px\|border \|alt=Espanya\|link=Selecció de futbol d'Espanya\|{{#if:\|]]                                 | Álvaro Romero               |
| 8  | MIG  | [[Fitxer:Flag of Mali.svg\|23x15px\|border \|alt=Mali\|link=Selecció de futbol de Mali\|{{#if:\|]]                                       | Yussi Diarra                |
| 9  | DAV  | [[Fitxer:Flag of Spain.svg\|23x15px\|border \|alt=Espanya\|link=Selecció de futbol d'Espanya\|{{#if:\|]]                                 | Ángel Rodríguez (4t capità) |
| 10 | MIG  | [[Fitxer:Flag of Spain.svg\|23x15px\|border \|alt=Espanya\|link=Selecció de futbol d'Espanya\|{{#if:\|]]                                 | Álex Corredera              |
| 11 | MIG  | [[Fitxer:Flag of Spain.svg\|23x15px\|border \|alt=Espanya\|link=Selecció de futbol d'Espanya\|{{#if:\|]]                                 | Luismi Cruz                 |
| 12 | DEF  | [[Fitxer:Flag of Spain.svg\|23x15px\|border \|alt=Espanya\|link=Selecció de futbol d'Espanya\|{{#if:\|]]                                 | Rubén Alves                 |
| 13 | POR  | [[Fitxer:Flag of the Balearic Islands.svg\|23x15px\|border \|alt=Illes Balears\|link=Selecció de futbol de les Illes Balears\|{{#if:\|]] | Tomeu Nadal                 |
| 14 | DEF  | [[Fitxer:Flag of Spain.svg\|23x15px\|border \|alt=Espanya\|link=Selecció de futbol d'Espanya\|{{#if:\|]]                                 | Adrián Guerrero             |

| N. | Pos. | Nac. | Jugador                                |
| -- | ---- | --- | -------------------------------------- |
| 15 | MIG  | [[Fitxer:Flag of France (1794–1815, 1830–1974).svg\|23x15px\|border \|alt=França\|link=Selecció de futbol de França\|{{#if:\|]]          | Yann Bodiger                           |
| 16 | MIG  | [[Fitxer:Flag of Spain.svg\|23x15px\|border \|alt=Espanya\|link=Selecció de futbol d'Espanya\|{{#if:\|]]                                 | Aitor Sanz (capità)                    |
| 17 | MIG  | [[Fitxer:Flag of Spain.svg\|23x15px\|border \|alt=Espanya\|link=Selecció de futbol d'Espanya\|{{#if:\|]]                                 | Waldo Rubio                            |
| 18 | DAV  | [[Fitxer:Flag of Catalonia.svg\|23x15px\|border \|alt=Catalunya\|link=Selecció de futbol de Catalunya\|{{#if:\|]]                        | Enric Gallego (2n capità)              |
| 19 | MIG  | [[Fitxer:Flag of Spain.svg\|23x15px\|border \|alt=Espanya\|link=Selecció de futbol d'Espanya\|{{#if:\|]]                                 | Álex Cantero                           |
| 20 | MIG  | [[Fitxer:Flag of Spain.svg\|23x15px\|border \|alt=Espanya\|link=Selecció de futbol d'Espanya\|{{#if:\|]]                                 | Maikel Mesa                            |
| 21 | MIG  | [[Fitxer:Flag of Spain.svg\|23x15px\|border \|alt=Espanya\|link=Selecció de futbol d'Espanya\|{{#if:\|]]                                 | Teto Martín                            |
| 22 | DEF  | [[Fitxer:Flag of France (1794–1815, 1830–1974).svg\|23x15px\|border \|alt=França\|link=Selecció de futbol de França\|{{#if:\|]]          | Jérémy Mellot                          |
| 23 | DEF  | [[Fitxer:Flag of Spain.svg\|23x15px\|border \|alt=Espanya\|link=Selecció de futbol d'Espanya\|{{#if:\|]]                                 | Juande                                 |
| 24 | DEF  | [[Fitxer:Flag of the Balearic Islands.svg\|23x15px\|border \|alt=Illes Balears\|link=Selecció de futbol de les Illes Balears\|{{#if:\|]] | Josep Gayá                             |
| 26 | DAV  | [[Fitxer:Flag of Spain.svg\|23x15px\|border \|alt=Espanya\|link=Selecció de futbol d'Espanya\|{{#if:\|]]                                 | Ethyan González                        |
| 27 | DAV  | [[Fitxer:Flag of Spain.svg\|23x15px\|border \|alt=Espanya\|link=Selecció de futbol d'Espanya\|{{#if:\|]]                                 | Alassan Manjam                         |
| 30 | POR  | [[Fitxer:Flag of Spain.svg\|23x15px\|border \|alt=Espanya\|link=Selecció de futbol d'Espanya\|{{#if:\|]]                                 | Sergio Aragoneses                      |
| 34 | DAV  | [[Fitxer:Flag of Spain.svg\|23x15px\|border \|alt=Espanya\|link=Selecció de futbol d'Espanya\|{{#if:\|]]                                 | Yanis Senhadji (cedit pel Reial Betis) |

### Equip filial
| N. | Pos. | Nac. | Jugador        |
| -- | ---- | --- | -------------- |
| 40 | POR  | [[Fitxer:Flag of Spain.svg\|23x15px\|border \|alt=Espanya\|link=Selecció de futbol d'Espanya\|{{#if:\|]] | Martín Cascajo |

### Altres jugadors amb contracte
| N. | Pos. | Nac. | Jugador     |
| -- | ---- | --- | ----------- |
| —  | DEF  | [[Fitxer:Flag of Spain.svg\|23x15px\|border \|alt=Espanya\|link=Selecció de futbol d'Espanya\|{{#if:\|]] | Jesús Belza |

### Cedits a altres equips
| N. | Pos. | Nac. | Jugador                                                    |
| -- | ---- | --- | ---------------------------------------------------------- |
| —  | DEF  | [[Fitxer:Flag of Montenegro.svg\|23x15px\|border \|alt=Montenegro\|link=Selecció de futbol de Montenegro\|{{#if:\|]] | Nikola Šipčić (al FC Cartagena fins al 30 de juny de 2025) |
| —  | MIG  | [[Fitxer:Flag of Spain.svg\|23x15px\|border \|alt=Espanya\|link=Selecció de futbol d'Espanya\|{{#if:\|]]             | Javi Alonso (al Algeciras CF fins al 30 de juny de 2025)   |

| N. | Pos. | Nac.                                                                                                  | Jugador                                             |
| -- | ---- | --- | --------------------------------------------------- |
| —  | MIG  | [[Fitxer:Flag of Ghana.svg\|23x15px\|border \|alt=Ghana\|link=Selecció de futbol de Ghana\|{{#if:\|]] | Mo Dauda (al UE Eivissa fins al 30 de juny de 2025) |

### Staff tècnic
| Posició               | Personal                                |
| --------------------- | --------------------------------------- |
| Entrenador            | Óscar Cano                              |
| Segon entrenador      | Pedro Hernández                         |
| Preparador físic      | Miguel Pérez Maykol Hernández           |
| Entrenador de porters | Queco Piña Zebenzui Ortiz               |
| Analista              | Carlos Rodríguez                        |
| Rehabilitació         | Yeray Abreu                             |
| Delegat               | Víctor Padrón Báez                      |
| Utiller               | Angel Suárez Jonathan García            |
| Cap del servei mèdic  | Dámaso A. Moreno Gudiño                 |
| Cap de fisioteràpia   | José Cristóbal Rodríguez                |
| Fisioterapeuta        | Alba Pestano Luis Plasencia Airam Ramos |
| Nutricionista         | Alejandro Triviño                       |
| Podòleg               | Marta Pérez                             |

Darrera actualització: September 2022
Font: CD Tenerife

## Història
La data oficial de la fundació del club és el 8 d'agost de 1922, tot i que algunes fonts esmenten que el club és el continuador del Tenerife Sporting Club, fundat el 21 de novembre de 1912 a partir del Nivaria Sporting Club, club que havia estat resultat de la fusió d'altres dos clubs de la ciutat, l'Añaza i el Club Inglés (1902).
Evolució del nom:
- Tenerife Sporting Club (1912-1922)
- Sporting Club Tenerife (1922)
- Club Deportivo Tenerife (1922-1968)
- Tenerife Atlético Club (1968-1971)
- Club Deportivo Tenerife (1971-1992)
- Club Deportivo Tenerife, S.A.D. (1992-present)

## Estadístiques
- Temporades a Primera divisió: 13
- Temporades a Segona divisió: 37
- Temporades a Segona divisió B: 8
- Temporades a Tercera divisió: 3
- Temporades a Divisions Regionals: 22
- Millor posició a la lliga: 5è (Primera divisió temporades 1992-93 i 1995-96
- Millor classificació a la Copa del Rei: Semifinals (1994)
- Millor classificació a la Copa de la UEFA: Semifinals (1997)

## Presidents
- Mario García Cames (1922-25)
- Juan Muñoz Pruneda (1925-26)
- Fernando Arozarena Quintero (1926-27)
- Arturo Rodríguez Ortiz (1927)
- Faustino Martín Alberto (1927)
- Fernando Arozarena Quintero (1927-28)
- Pelayo López y Martín Romero (1928-46)
- Heliodoro Rodríguez López (1946-50)
- Antonio Perera Hernández (1950-52)
- Imeldo Bello Alonso (1952-56)
- José Badía Galván (1956-57)
- Lorenzo Machado Méndez (1957-59)
- Ricardo Hogdson Lecuona (1959-61)
- José Plasencia Martínez (1961-62)
- José López Gómez (1962-68)
- Eduardo Valenzuela Rodríguez (1968-69)
- José González Carrillo (1969-72)
- Domingo Pisaca (1972-73)
- Cristóbal González Cano (1973-75)
- Julio Santaella Benítez (1975-76)
- José López Gómez (1976-86)
- José Javier Pérez y Pérez (1986-2002)
- Víctor Pérez Ascanio (2002-2005)
- Miguel Concepción (2005-)

## Palmarès

### Tornejos nacionals
- Segona Divisió (1): 1960-61
- Segona Divisió B (2): 1986-87 i 2012-13
- Tercera Divisió (1): 1970-71
- Divisió Regional d'Espanya (1): 1931-32

### Tornejos amistosos
- Trofeu Teide (22): 1973, 1974, 1976, 1981, 1982, 1984, 1986, 1989, 1991, 1992, 1993, 1994, 1995, 1996, 1997, 1998, 1999, 2003, 2004, 2007, 2008, 2010
- Torneig de San Ginés (2): 1986 i 2003
- Torneig Joan Gamper (1): 1993
- Trofeu Villa de Gijón (1): 2003
- Trofeu Puma (1): 2007
- Torneig Ciutat de Santa Cruz de La Palma (1): 2008
- Torneig Ciutat de Santa Cruz de Tenerife (10)
- Torneig Isla de La Palma (2): 2011 i 2012
- Memorial Carlos Fuentes (1): 2003
- Torneig Sebastián Martín Melo (1): 2013